# ORP Drużno
ORP Drużno (641) – polski trałowiec bazowy projektu 207P z przełomu XX i XXI wieku, o wyporności standardowej 191 ton. Okręt służy w 12. Dywizjonie Trałowców 8. Flotylli Obrony Wybrzeża w Świnoujściu.

## Projekt i budowa
W połowie lat 60. XX wieku Polska Marynarka Wojenna znacznie rozbudowywała siły przeciwminowe, które liczyły 56 okrętów 5 typów, w tym dwa typu kutrów trałowych. Wraz z końcem lat 60. w Dowództwie Marynarki Wojennej (DMW) zrodziła się koncepcja budowy nowego typu trałowca redowego. W tym celu podjęto i przeprowadzono wiele analiz technicznych tak, że w 1968 roku opracowano wstępne wymagania taktyczno-techniczne nowych okrętów, których kadłuby miały być drewniane. Wkrótce jednak zarzucono tę koncepcję i rozpoczęto szereg prac naukowo-badawczych z zakresu konstrukcji i technologii okrętów z laminatów poliestrowo-szklanych (LPS), wyposażenia trałowego, czy też minimalizacji pól fizycznych. Na początku 1970 roku w Biurze Projektowo-Konstrukcyjnym Stoczni Północnej im. Bohaterów Westerplatte w Gdańsku, rozpoczęto prace projektowe nad nową jednostką małomagnetycznego trałowca redowego. Rolę głównego konstruktora sprawował mgr inż. Roman Kraszewski, którego później zastąpił mgr inż. Janusz Jasiński. Z ramienia Szefostwa Budowy Okrętów DMW nadzór sprawował kmdr Kazimierz Perzanowski. W tym samym roku ukończono analizę taktyczno-techniczno-ekonomiczną okrętu, który otrzymał numer projektowy 207 i jawny kryptonim Indyk.
Jednostka prototypowa, nosząca oznaczenie projektu 207D ORP „Gopło”, została zwodowana 16 kwietnia 1981 w Stoczni Marynarki Wojennej w Gdyni. ORP „Drużno” był jedenastą jednostką seryjnego projektu 207P, noszącą numer stoczniowy 207P/12. zwodowano go 29 listopada 1989 roku w Stoczni Marynarki Wojennej w Gdyni, zaś do służby w Marynarce Wojennej przyjęto go 21 września 1990 roku.
20 kwietnia 2017 roku Komenda Portu Wojennego w Świnoujściu zawarła umowę z gdyńską Stocznią Remontową Nauta S.A. na głęboki remont jednostki. Rozpoczęły się one 11 maja 2017 roku. Najpoważniejszą zmianą było zastąpienie w maju 2018 roku dwóch 12-cylindrowych silników diesla M401A-1 o mocy 735 kW przez silniki diesla Rolls-Royce Power Systems AG MTU 8V2000 M72. Są to nowoczesne jednostki napędowe, ośmiocylindrowe, doładowywane, w układzie widlastym, osiągające moc 720 kW (965 KM) przy 2250 obrotach na minutę. Dodatkowo zamontowano nowe agregaty prądotwórcze, nowe sprężarki powietrza, system klimatyzacji, a siłownia została objęta dodatkowym monitoringiem audiowizualnym. Wymieniono wszystkie systemy nawigacyjne oraz dostosowano systemy łączności do współpracy z okrętami NATO. ORP Drużno wrócił do służby w styczniu 2019 roku.

## Opis
ORP „Drużno” jest trałowcem bazowym projektu 207P (typu Gardno), zbudowane w Stoczni Marynarki Wojennej w Gdyni. Jest to jednostka małomagnetyczna, przeznaczona do poszukiwania i niszczenia min kontaktowych i niekontaktowych postawionych w zagrodach minowych lub pojedynczo. Ograniczenie pola magnetycznego osiągnięto głównie dzięki zastosowaniu w konstrukcji kadłuba i pokładówki laminatu poliestrowo-szklanego.

## Służba
W swojej służbie ORP „Drużno” wielokrotnie uczestniczył w ćwiczeniach krajowych i międzynarodowych, uczestnicząc między innymi we wrześniu 1994 roku, w pierwszych międzynarodowych ćwiczeniach sił przeciwminowych w ramach programu „Partnerstwo dla Pokoju”. W 2014 roku okręt miał po raz pierwszy reprezentował wraz z ORP Nakło i ORP Hańcza Marynarkę Wojenną w ćwiczeniach „Northern Coasts”, które odbyło się na wodach zatoki Botnickiej i Fińskiej.
Brał udział w ćwiczeniach BALTOPS w czerwcu w latach: 1997, 1999, 2020, 2021, 2022 (zestawienie może być niepełne).
W 2022 roku dowódcą okrętu był kpt. mar. Rafał Duszewski.
W sierpniu 2024 roku zawarto umowę na remont średni trałowca w PGZ Stoczni Wojennej w Gdyni połączony z ograniczoną modernizacją.